# Handball Sport Verein Hamburg
L'Handball Sport Verein Hamburg è una squadra di pallamano tedesca avente sede ad Amburgo.

È stata fondata nel 1999.

Nella sua storia ha vinto 1 campionato tedesco e 1 Champions League.

Disputa le proprie gare interne presso la Barclaycard Arena di Amburgo la quale ha una capienza di 13.900 spettatori.

## Palmarès

### Trofei nazionali
- Campionato tedesco: 1
  - 2010-11.
- Coppa di Germania: 2
  - 2005-06, 2009-10.
- Supercoppa di Germania: 4
  - 2004, 2006, 2009, 2010.

### Trofei internazionali
- Coppa dei Campioni / Champions League: 1
  - 2012-13.
- Coppa delle Coppe: 1
  - 2006-07.

## Palasport
L'Handball Sport Verein Hamburg disputa le proprie gare interne presso l'O2 World di Amburgo la quale ha una capienza di 16.000 spettatori.

Altro palazzetto usato dalla squadra è lo Sporthalle Hamburg

## Rosa 2013-2014

### Giocatori
| N° | Naz.                  | Ruolo | Sportivo             | Anno |  |  |
| -- | --------------------- | ----- | -------------------- | ---- |  |  |
| 1  | Germania (bandiera)   | P     | Johannes Bitter      | 1982 |  |  |
| 3  | Germania (bandiera)   | T     | Stefan Schröder      | 1981 |  |  |
| 4  | Croazia (bandiera)    | C     | Domagoj Duvnjak      | 1988 |  |  |
| 5  | Germania (bandiera)   | A     | Torsten Jansen       | 1976 |  |  |
| 6  | Croazia (bandiera)    | T     | Blaženko Lacković    | 1980 |  |  |
| 7  | Germania (bandiera)   | A     | Matthias Flohr       | 1982 |  |  |
| 11 | Germania (bandiera)   | A     | Kevin Herbst         |      |  |  |
| 12 | Germania (bandiera)   | P     | Max-Henri Herrmann   | 1994 |  |  |
| 14 | Spagna (bandiera)     | C     | Joan Cañellas        | 1986 |  |  |
| 15 | Danimarca (bandiera)  | PV    | Henrik Toft Hansen   | 1986 |  |  |
| 16 | Danimarca (bandiera)  | P     | Marcus Cleverly      | 1981 |  |  |
| 17 | Serbia (bandiera)     | T     | Petar Đorđić         | 1990 |  |  |
| 18 | Danimarca (bandiera)  | A     | Hans Lindberg        | 1981 |  |  |
| 20 | Germania (bandiera)   | A     | Robert Schulze       | 1991 |  |  |
| 21 | Svezia (bandiera)     | PV    | Andreas Nilsson      | 1990 |  |  |
| 22 | Francia (bandiera)    | C     | Kentin Mahé          | 1991 |  |  |
| 23 | Germania (bandiera)   | T     | Pascal Hens          | 1980 |  |  |
| 24 | Croazia (bandiera)    | T     | Davor Dominiković    | 1978 |  |  |
| 26 | Germania (bandiera)   | T     | Adrian Pfahl         | 1982 |  |  |
| 27 | Germania (bandiera)   | C     | Marcel Schliedermann | 1991 |  |  |
| 77 | Montenegro (bandiera) | T     | Žarko Marković       | 1986 |  |  |

### Staff
- 1º Allenatore:  Martin Schwalb
- 2º Allenatore:  Jens Häusler